# 米穀自治管理法
米穀自治管理法（べいこくじちかんりほう）は、かつて行なわれた日本の法律である。昭和11年法律22号。昭和11年5月28日公布、9月20日施行。

## 概要
「内地」、朝鮮および台湾を通じる過剰な米穀を、米穀生産者、土地に付権利を有する者で米穀を小作料として受ける者（すなわち地主）、またはこれに準ずる者に自治的に管理統制させることを目的とする。この目的を達成する機関としてこれらの人々に米穀統制組合を設立させることになっている。
米穀統制組合を設立するには内地では市町村、朝鮮では府郡島、台湾では庁または郡市を区域としてその区域内において組合員の資格を有する者の3分の2以上の同意を得なければならず、設立に際してはその地区内の組合員有資格者の全てを強制的に加入させ得ることになっていて、組合は以下の事業を行うものと定められている。
1. 政府から統制すべき米穀数量の割当を受けこれをさらに組合員に割り当てること
2. 組合員において統制すべき米穀を貯蔵すること
3. 貯蔵した米穀につき組合員に資金の融通またはその斡旋をなすこと
4. 貯蔵すべき米穀中、貯蔵能力その他の事情により貯蔵困難と認められる場合または当該米穀年度を越えるがその貯蔵を解除せられない場合において政府にたいして米穀の売り渡しをなすこと
5. 貯蔵米穀の倉庫証券を発行すること
6. 貯蔵を解除された米穀につき委託を受けて販売または保管し、そのほか米穀の自治管理に付帯して必要な行為をなすこと。

同法によれば政府は毎年内地、朝鮮および台湾を通じて米穀需給の推算を行い、米穀の供給過剰を認められるときはその過剰数量の範囲内においてこれらの米穀統制組合に割当て、これを自治管理させるのであるが、その割当の内地、朝鮮、台湾間の割合は等分の間、内地100分の35、朝鮮100分の43、台湾100分の22となっていた。